# Institut Leibniz pour la recherche sur la faune sauvage et de zoo
L'Institut Leibniz pour la recherche sur la faune sauvage et de zoo (souvent abrégé en IZW à partir de son nom allemand Institut für Zoo- und Wildtierforschung) est un organisme de recherche allemand dépendant de l'Association de recherche de Berlin (de) et membre de la Communauté Leibniz, un regroupement d’instituts de recherche publique, dont le nom fait honneur au scientifique Gottfried Wilhelm Leibniz.
Créé en 1973 sous l'égide de l'Académie des Sciences de la RDA, l'Institut a son siège à Berlin, à côté du Parc zoologique de Berlin-Friedrichsfelde. Il mène des activités de recherche fondamentale en sciences naturelles, principalement dans les domaines de la biologie, de la zoologie et de l'écologie.

## Histoire
L'Institut est créée en 1973 sous le nom de « Centre de Recherche sur les vertébrés » (Forschungsstelle für Wirbeltierforschung, FWF) sous l'égide de l'Académie des Sciences de la RDA. Après la réunification allemande, le système scientifique de l’ex-République démocratique allemande est intégré à celui de la République fédérale allemande, la Liste bleue. L'Institut est ainsi rétabli le 1er janvier 1992, sur les recommandations du Conseil scientifique (le  Wissenschaftsrat), organe consultatif de l’État allemand. La Liste bleue deviendra par la suite la Communauté Leibniz.

## Activités
L'IZW est un institut de recherche reconnu en zoologie. Il étudie l'écologie et la biologie de grandes populations d'animaux sauvages dans leurs milieux naturels. Dans ce domaine d'étude l'IZW pratique la recherche fondamentale à long terme, c'est la seule institution de ce genre en Allemagne.
L'institut étudie surtout les mammifères et les oiseaux dans leurs relations avec l'environnement et les humains. Ces études complexes alliant biologie et médecine vétérinaire sont effectués sur des animaux sauvages vivant en liberté. Les mécanismes et les fonctions des adaptations évolutives qui permettent la survie et la reproduction des animaux sauvages (en liberté ou captifs) sont au centre des travaux. Les facteurs anthropiques qui menacent la survie de ces populations sont aussi étudiés. Le travail scientifique ainsi mené est d'importance internationale,  étant donné que ses résultats sont fondamentaux pour la conservation de la nature et les concepts de développement durable et d'utilisation des ressources naturelles.